# Lista över fornlämningar i Falu kommun
Lista över fornlämningar i Falu kommun är en förteckning av ett urval av de fornlämningar som finns i Falu kommun.

## Aspeboda
| Namn                         | Lämningstyp         | Tillkomsttid | Historisk indelning | Plats | Läge                 | ID-nr          | Bild                                 |
| ---------------------------- | ------------------- | ------------ | ------------------- | ----- | -------------------- | -------------- | ------------------------------------ |
| Aspeboda 18:1                | Hög                 |              | Aspeboda, Dalarna   |       | 60.556742, 15.425158 | 10234000180001 | Ladda upp en bild av detta fornminne |
| Aspeboda 36:1                | Stensättning        |              | Aspeboda, Dalarna   |       | 60.570506, 15.486315 | 10234000360001 | Ladda upp en bild av detta fornminne |
| Kapellsgrund (Aspeboda 43:1) | Kyrka/kapell        |              | Aspeboda, Dalarna   |       | 60.569218, 15.539935 | 10234000430001 | Ladda upp en bild av detta fornminne |
| Aspeboda 93:1                | Fäbod               |              | Aspeboda, Dalarna   |       | 60.586412, 15.481923 | 10234000930001 | Ladda upp en bild av detta fornminne |
| Aspeboda 199                 | Lägenhetsbebyggelse |              | Aspeboda, Dalarna   |       | 60.557054, 15.424994 | 12000000042938 | Ladda upp en bild av detta fornminne |

## Bjursås
| Namn                            | Lämningstyp | Tillkomsttid | Historisk indelning | Plats | Läge                 | ID-nr          | Bild                                 |
| ------------------------------- | ----------- | ------------ | ------------------- | ----- | -------------------- | -------------- | ------------------------------------ |
| Björsveden (Bjursås 50:1)       | Fäbod       |              | Bjursås, Dalarna    |       | 60.706989, 15.449033 | 10234200500001 | Ladda upp en bild av detta fornminne |
| Baggfäbodarna (Bjursås 53:1)    | Fäbod       |              | Bjursås, Dalarna    |       | 60.806779, 15.552361 | 10234200530001 | Ladda upp en bild av detta fornminne |
| Lövsbergs fäbod (Bjursås 56:1)  | Fäbod       |              | Bjursås, Dalarna    |       | 60.865409, 15.593963 | 10234200560001 | Ladda upp en bild av detta fornminne |
| Fänrikbo (Bjursås 80:1)         | Fäbod       |              | Bjursås, Dalarna    |       | 60.832913, 15.455857 | 10234200800001 | Ladda upp en bild av detta fornminne |
| Granåsen (Bjursås 82:2)         | Fäbod       |              | Bjursås, Dalarna    |       | 60.847439, 15.472490 | 10234200820002 | Ladda upp en bild av detta fornminne |
| Vatta (Bjursås 85:2)            | Fäbod       |              | Bjursås, Dalarna    |       | 60.830068, 15.495389 | 10234200850002 | Ladda upp en bild av detta fornminne |
| Vatta (Bjursås 85:3)            | Fäbod       |              | Bjursås, Dalarna    |       | 60.830045, 15.500416 | 10234200850003 | Ladda upp en bild av detta fornminne |
| Gräsberg (Bjursås 112:1)        | Fäbod       |              | Bjursås, Dalarna    |       | 60.697576, 15.290166 | 10234201120001 | Ladda upp en bild av detta fornminne |
| Uggelås fäbodar (Bjursås 127:1) | Fäbod       |              | Bjursås, Dalarna    |       | 60.717896, 15.427986 | 10234201270001 | Ladda upp en bild av detta fornminne |
| Uggelås fäbodar (Bjursås 127:2) | Fäbod       |              | Bjursås, Dalarna    |       | 60.718860, 15.430103 | 10234201270002 | Ladda upp en bild av detta fornminne |
| Bjursås 144                     | Fäbod       |              | Bjursås, Dalarna    |       | 60.776550, 15.270777 | 12000000073078 | Ladda upp en bild av detta fornminne |

## Enviken
| Namn                                   | Lämningstyp                      | Tillkomsttid | Historisk indelning | Plats | Läge                 | ID-nr          | Bild                                 |
| -------------------------------------- | -------------------------------- | ------------ | ------------------- | ----- | -------------------- | -------------- | ------------------------------------ |
| Rotbodarna (Enviken 112:1)             | Fäbod                            |              | Enviken, Dalarna    |       | 60.983593, 15.914478 | 10234601120001 | Ladda upp en bild av detta fornminne |
| Storslätten (Enviken 115:1)            | Fäbod                            |              | Enviken, Dalarna    |       | 60.812724, 15.601212 | 10234601150001 | Ladda upp en bild av detta fornminne |
| Kalvsbergs fäbod (Enviken 116:1)       | Fäbod                            |              | Enviken, Dalarna    |       | 60.962266, 15.681942 | 10234601160001 | Ladda upp en bild av detta fornminne |
| Gräsmora fäbod (Enviken 119:1)         | Fäbod                            |              | Enviken, Dalarna    |       | 60.899922, 15.699111 | 10234601190001 | Ladda upp en bild av detta fornminne |
| Gräsmora fäbod (Enviken 119:2)         | Fäbod                            |              | Enviken, Dalarna    |       | 60.904160, 15.689915 | 10234601190002 | Ladda upp en bild av detta fornminne |
| Gnacksta Gammelfäboden (Enviken 213:1) | Fäbod                            |              | Enviken, Dalarna    |       | 61.026892, 15.698114 | 10234602130001 | Ladda upp en bild av detta fornminne |
| Enviken 238:1                          | Stensättning                     |              | Enviken, Dalarna    |       | 60.896441, 15.757040 | 10234602380001 | Ladda upp en bild av detta fornminne |
| Gammelfäboden (Enviken 240:1)          | Fäbod                            |              | Enviken, Dalarna    |       | 60.846497, 15.847093 | 10234602400001 | Ladda upp en bild av detta fornminne |
| Enviken 246:1                          | Ristning, medeltid/historisk tid |              | Enviken, Dalarna    |       | 60.970301, 15.739322 | 10234602460001 | Ladda upp en bild av detta fornminne |

## Falun
| Namn      | Lämningstyp     | Tillkomsttid | Historisk indelning | Plats | Läge                 | ID-nr          | Bild                                 |
| --------- | --------------- | ------------ | ------------------- | ----- | -------------------- | -------------- | ------------------------------------ |
| Falun 130 | Brunn/kallkälla |              | Falun, Dalarna      |       | 60.625648, 15.643666 | 12000000122610 | Ladda upp en bild av detta fornminne |

## Stora Kopparberg
| Namn                                         | Lämningstyp                      | Tillkomsttid | Historisk indelning       | Plats | Läge                 | ID-nr          | Bild                                 |
| -------------------------------------------- | -------------------------------- | ------------ | ------------------------- | ----- | -------------------- | -------------- | ------------------------------------ |
| Stora Kopparberg 6:1                         | Husgrund, historisk tid          |              | Stora Kopparberg, Dalarna |       | 60.750926, 15.629837 | 10237600060001 | Ladda upp en bild av detta fornminne |
| Stora Kopparberg 173:1                       | Ristning, medeltid/historisk tid |              | Stora Kopparberg, Dalarna |       | 60.592096, 15.686868 | 10237601730001 | Ladda upp en bild av detta fornminne |
| Stora Kopparberg 308:1                       | Kvarn                            |              | Stora Kopparberg, Dalarna |       | 60.710062, 15.594904 | 10237603080001 | Ladda upp en bild av detta fornminne |
| Änkebyns gamla tomt (Stora Kopparberg 375:2) | Slott/herresäte                  |              | Stora Kopparberg, Dalarna |       | 60.673161, 15.495587 | 10237603750002 | Ladda upp en bild av detta fornminne |
| Stora Kopparberg 392:1                       | Fäbod                            |              | Stora Kopparberg, Dalarna |       | 60.712558, 15.488364 | 10237603920001 | Ladda upp en bild av detta fornminne |
| Mörkmors fäbodar (Stora Kopparberg 403:1)    | Fäbod                            |              | Stora Kopparberg, Dalarna |       | 60.714592, 15.482205 | 10237604030001 | Ladda upp en bild av detta fornminne |
| Bollnäs fäbodar (Stora Kopparberg 412:1)     | Fäbod                            |              | Stora Kopparberg, Dalarna |       | 60.703323, 15.456863 | 10237604120001 | Ladda upp en bild av detta fornminne |
| Karlsbo fäbodar (Stora Kopparberg 416:1)     | Fäbod                            |              | Stora Kopparberg, Dalarna |       | 60.655112, 15.465458 | 10237604160001 | Ladda upp en bild av detta fornminne |
| Stensjöbodarna (Stora Kopparberg 423:1)      | Fäbod                            |              | Stora Kopparberg, Dalarna |       | 60.651839, 15.444643 | 10237604230001 | Ladda upp en bild av detta fornminne |
| Stora Kopparberg 438:1                       | Ristning, medeltid/historisk tid |              | Stora Kopparberg, Dalarna |       | 60.665985, 15.502026 | 10237604380001 | Ladda upp en bild av detta fornminne |

## Sundborn
| Namn                              | Lämningstyp             | Tillkomsttid | Historisk indelning | Plats | Läge                 | ID-nr          | Bild                                 |
| --------------------------------- | ----------------------- | ------------ | ------------------- | ----- | -------------------- | -------------- | ------------------------------------ |
| Sundborn 1:1                      | Stensättning            |              | Sundborn, Dalarna   |       | 60.658878, 15.779299 | 10237900010001 | Ladda upp en bild av detta fornminne |
| Sundborn 10:1                     | Stensättning            |              | Sundborn, Dalarna   |       | 60.656593, 15.776790 | 10237900100001 | Ladda upp en bild av detta fornminne |
| Sundborn 12:1                     | Stensättning            |              | Sundborn, Dalarna   |       | 60.660661, 15.774082 | 10237900120001 | Ladda upp en bild av detta fornminne |
| Sundborn 57:1                     | Stensättning            |              | Sundborn, Dalarna   |       | 60.683725, 15.800250 | 10237900570001 | Ladda upp en bild av detta fornminne |
| Sundborn 57:2                     | Stensättning            |              | Sundborn, Dalarna   |       | 60.683583, 15.800363 | 10237900570002 | Ladda upp en bild av detta fornminne |
| Sundborn 69:1                     | Stensättning            |              | Sundborn, Dalarna   |       | 60.650066, 16.086005 | 10237900690001 | Ladda upp en bild av detta fornminne |
| Sundborn 87:1                     | Röse                    |              | Sundborn, Dalarna   |       | 60.652498, 16.104421 | 10237900870001 | Ladda upp en bild av detta fornminne |
| Blixbo fäbodar (Sundborn 149:1)   | Fäbod                   |              | Sundborn, Dalarna   |       | 60.634482, 16.023514 | 10237901490001 | Ladda upp en bild av detta fornminne |
| Finnbo fäbodar (Sundborn 158:1)   | Fäbod                   |              | Sundborn, Dalarna   |       | 60.646299, 16.052504 | 10237901580001 | Ladda upp en bild av detta fornminne |
| Lundsbergs fäbod (Sundborn 232:1) | Fäbod                   |              | Sundborn, Dalarna   |       | 60.688072, 15.742279 | 10237902320001 | Ladda upp en bild av detta fornminne |
| Sundborn 275                      | Husgrund, historisk tid |              | Sundborn, Dalarna   |       | 60.645363, 16.247175 | 12000000116567 | Ladda upp en bild av detta fornminne |

## Svartnäs
| Namn        | Lämningstyp             | Tillkomsttid | Historisk indelning | Plats | Läge                 | ID-nr          | Bild                                 |
| ----------- | ----------------------- | ------------ | ------------------- | ----- | -------------------- | -------------- | ------------------------------------ |
| Svartnäs 29 | Husgrund, historisk tid |              | Svartnäs, Dalarna   |       | 60.888260, 16.151355 | 12000000116613 | Ladda upp en bild av detta fornminne |

## Svärdsjö
| Namn                                 | Lämningstyp             | Tillkomsttid | Historisk indelning | Plats | Läge                 | ID-nr          | Bild                                 |
| ------------------------------------ | ----------------------- | ------------ | ------------------- | ----- | -------------------- | -------------- | ------------------------------------ |
| Svärdsjö 1:1                         | Stensättning            |              | Svärdsjö, Dalarna   |       | 60.731812, 15.857667 | 10238100010001 | Ladda upp en bild av detta fornminne |
| Svärdsjö 9:1                         | Minnesmärke             |              | Svärdsjö, Dalarna   |       | 60.743056, 15.920095 | 10238100090001 | Ladda upp en bild av detta fornminne |
| Isala lada (Svärdsjö 18:2)           | Minnesmärke             |              | Svärdsjö, Dalarna   |       | 60.770334, 15.943611 | 10238100180002 | Ladda upp en bild av detta fornminne |
| Svärdsjö 19:1                        | Stensättning            |              | Svärdsjö, Dalarna   |       | 60.657122, 16.055776 | 10238100190001 | Ladda upp en bild av detta fornminne |
| Svärdsjö 35:1                        | Gravfält                |              | Svärdsjö, Dalarna   |       | 60.660365, 16.075941 | 10238100350001 | Ladda upp en bild av detta fornminne |
| Svärdsjö 68:1                        | Minnesmärke             |              | Svärdsjö, Dalarna   |       | 60.830565, 16.045550 | 10238100680001 | Ladda upp en bild av detta fornminne |
| Svärdsjö 78:1                        | Gravfält                |              | Svärdsjö, Dalarna   |       | 60.705763, 15.794756 | 10238100780001 | Ladda upp en bild av detta fornminne |
| Eskils fäbodar (Svärdsjö 101:1)      | Fäbod                   |              | Svärdsjö, Dalarna   |       | 60.680969, 15.927849 | 10238101010001 | Ladda upp en bild av detta fornminne |
| Svärdsjö 103:1                       | Kvarn                   |              | Svärdsjö, Dalarna   |       | 60.706247, 16.251359 | 10238101030001 | Ladda upp en bild av detta fornminne |
| Åkers långfäbodar (Svärdsjö 106:1)   | Fäbod                   |              | Svärdsjö, Dalarna   |       | 60.655487, 16.013877 | 10238101060001 | Ladda upp en bild av detta fornminne |
| Orrbergs fäbod (Svärdsjö 110:1)      | Fäbod                   |              | Svärdsjö, Dalarna   |       | 60.673307, 15.971754 | 10238101100001 | Ladda upp en bild av detta fornminne |
| Ånglans fäbod (Svärdsjö 112:1)       | Fäbod                   |              | Svärdsjö, Dalarna   |       | 60.788893, 16.215545 | 10238101120001 | Ladda upp en bild av detta fornminne |
| Gräsbacktorps fäbod (Svärdsjö 115:1) | Fäbod                   |              | Svärdsjö, Dalarna   |       | 60.837193, 16.151502 | 10238101150001 | Ladda upp en bild av detta fornminne |
| Kölens fäbod (Svärdsjö 116:1)        | Fäbod                   |              | Svärdsjö, Dalarna   |       | 60.808771, 16.154213 | 10238101160001 | Ladda upp en bild av detta fornminne |
| Hinsbergs fäbodar (Svärdsjö 155:1)   | Fäbod                   |              | Svärdsjö, Dalarna   |       | 60.670802, 16.145024 | 10238101550001 | Ladda upp en bild av detta fornminne |
| Norrfäbodarna (Svärdsjö 156:1)       | Fäbod                   |              | Svärdsjö, Dalarna   |       | 60.743762, 16.360089 | 10238101560001 | Ladda upp en bild av detta fornminne |
| Se Kommentar (Svärdsjö 165:1)        | Fäbod                   |              | Svärdsjö, Dalarna   |       | 60.670345, 16.252869 | 10238101650001 | Ladda upp en bild av detta fornminne |
| Backa fäbodar (Svärdsjö 168:1)       | Fäbod                   |              | Svärdsjö, Dalarna   |       | 60.750530, 16.365574 | 10238101680001 | Ladda upp en bild av detta fornminne |
| Sneås fäbodar (Svärdsjö 169:1)       | Fäbod                   |              | Svärdsjö, Dalarna   |       | 60.788645, 16.314929 | 10238101690001 | Ladda upp en bild av detta fornminne |
| Stocksbo fäbod (Svärdsjö 171:1)      | Fäbod                   |              | Svärdsjö, Dalarna   |       | 60.665888, 16.254897 | 10238101710001 | Ladda upp en bild av detta fornminne |
| Ol-Pers fäbod (Svärdsjö 225:1)       | Fäbod                   |              | Svärdsjö, Dalarna   |       | 60.708208, 16.007447 | 10238102250001 | Ladda upp en bild av detta fornminne |
| Skrubbs fäbodar (Svärdsjö 228:1)     | Fäbod                   |              | Svärdsjö, Dalarna   |       | 60.852904, 16.000298 | 10238102280001 | Ladda upp en bild av detta fornminne |
| Finnkölens fäbodar (Svärdsjö 232:1)  | Fäbod                   |              | Svärdsjö, Dalarna   |       | 60.872934, 16.033281 | 10238102320001 | Ladda upp en bild av detta fornminne |
| Gråsala fäbodar (Svärdsjö 235:1)     | Fäbod                   |              | Svärdsjö, Dalarna   |       | 60.753980, 15.712754 | 10238102350001 | Ladda upp en bild av detta fornminne |
| Svärdsjö 308:1                       | Kvarn                   |              | Svärdsjö, Dalarna   |       | 60.731327, 15.763709 | 10238103080001 | Ladda upp en bild av detta fornminne |
| Svärdsjö 309:2                       | Kvarn                   |              | Svärdsjö, Dalarna   |       | 60.730100, 15.763640 | 10238103090002 | Ladda upp en bild av detta fornminne |
| Svärdsjö 310:1                       | Kvarn                   |              | Svärdsjö, Dalarna   |       | 60.728095, 15.766681 | 10238103100001 | Ladda upp en bild av detta fornminne |
| Svärdsjö 514                         | Husgrund, historisk tid |              | Svärdsjö, Dalarna   |       | 60.885960, 16.093823 | 12000000116610 | Ladda upp en bild av detta fornminne |
| Svärdsjö 534                         | Husgrund, historisk tid |              | Svärdsjö, Dalarna   |       | 60.732377, 16.224628 | 12000000116690 | Ladda upp en bild av detta fornminne |

## Vika
| Namn                          | Lämningstyp                      | Tillkomsttid | Historisk indelning | Plats | Läge                 | ID-nr          | Bild                                      |
| ----------------------------- | -------------------------------- | ------------ | ------------------- | ----- | -------------------- | -------------- | ----------------------------------------- |
| Vika 1:1                      | Gravfält                         |              | Vika, Dalarna       |       | 60.511442, 15.702784 | 10238800010001 | Ladda upp en bild av detta fornminne      |
| Vika 9:1                      | Stensättning                     |              | Vika, Dalarna       |       | 60.543392, 15.721534 | 10238800090001 | Ladda upp en bild av detta fornminne      |
| Vika 19:1                     | Hög                              |              | Vika, Dalarna       |       | 60.519326, 15.730820 | 10238800190001 | Ladda upp en till bild av detta fornminne |
| Vika 20:1                     | Hög                              |              | Vika, Dalarna       |       | 60.519124, 15.726885 | 10238800200001 | Ladda upp en bild av detta fornminne      |
| Vika 38:1                     | Gravfält                         |              | Vika, Dalarna       |       | 60.484383, 15.819149 | 10238800380001 | Ladda upp en bild av detta fornminne      |
| Vika 45:1                     | Stensättning                     |              | Vika, Dalarna       |       | 60.486397, 15.713142 | 10238800450001 | Ladda upp en bild av detta fornminne      |
| Vika 46:1                     | Gravfält                         |              | Vika, Dalarna       |       | 60.488305, 15.710976 | 10238800460001 | Ladda upp en bild av detta fornminne      |
| Vika 54:1                     | Stensättning                     |              | Vika, Dalarna       |       | 60.518481, 15.656291 | 10238800540001 | Ladda upp en bild av detta fornminne      |
| Vika 54:2                     | Röse                             |              | Vika, Dalarna       |       | 60.518458, 15.656480 | 10238800540002 | Ladda upp en bild av detta fornminne      |
| Vika 54:3                     | Stensättning                     |              | Vika, Dalarna       |       | 60.518537, 15.656276 | 10238800540003 | Ladda upp en bild av detta fornminne      |
| Vika 54:4                     | Stensättning                     |              | Vika, Dalarna       |       | 60.518607, 15.656290 | 10238800540004 | Ladda upp en bild av detta fornminne      |
| Vika 55:1                     | Gravfält                         |              | Vika, Dalarna       |       | 60.520054, 15.658282 | 10238800550001 | Ladda upp en bild av detta fornminne      |
| Vika 56:1                     | Stensättning                     |              | Vika, Dalarna       |       | 60.520702, 15.659293 | 10238800560001 | Ladda upp en bild av detta fornminne      |
| Vika 56:2                     | Stensättning                     |              | Vika, Dalarna       |       | 60.520602, 15.659345 | 10238800560002 | Ladda upp en bild av detta fornminne      |
| Vika 56:3                     | Stensättning                     |              | Vika, Dalarna       |       | 60.520648, 15.659141 | 10238800560003 | Ladda upp en bild av detta fornminne      |
| Vika 57:1                     | Röse                             |              | Vika, Dalarna       |       | 60.521604, 15.662104 | 10238800570001 | Ladda upp en bild av detta fornminne      |
| Vika 75:1                     | Hög                              |              | Vika, Dalarna       |       | 60.510777, 15.702913 | 10238800750001 | Ladda upp en bild av detta fornminne      |
| Vika 77:1                     | Stensättning                     |              | Vika, Dalarna       |       | 60.501201, 15.728865 | 10238800770001 | Ladda upp en bild av detta fornminne      |
| Vika 78:1                     | Minnesmärke                      |              | Vika, Dalarna       |       | 60.491339, 15.825716 | 10238800780001 | Ladda upp en bild av detta fornminne      |
| Vika 82:1                     | Ristning, medeltid/historisk tid |              | Vika, Dalarna       |       | 60.586895, 15.742905 | 10238800820001 | Ladda upp en bild av detta fornminne      |
| Lerbäcks fäbod (Vika 138:1)   | Fäbod                            |              | Vika, Dalarna       |       | 60.570604, 15.926623 | 10238801380001 | Ladda upp en bild av detta fornminne      |
| Rasbergs fäbod (Vika 140:1)   | Fäbod                            |              | Vika, Dalarna       |       | 60.554938, 15.912118 | 10238801400001 | Ladda upp en bild av detta fornminne      |
| Knarps fäbodar (Vika 141:1)   | Fäbod                            |              | Vika, Dalarna       |       | 60.555636, 15.929168 | 10238801410001 | Ladda upp en bild av detta fornminne      |
| Flux fäbodar (Vika 144:1)     | Fäbod                            |              | Vika, Dalarna       |       | 60.607998, 16.055066 | 10238801440001 | Ladda upp en bild av detta fornminne      |
| Lönnemossa fäbod (Vika 145:1) | Fäbod                            |              | Vika, Dalarna       |       | 60.587045, 15.883293 | 10238801450001 | Ladda upp en bild av detta fornminne      |
| Vika 346                      | Ristning, medeltid/historisk tid |              | Vika, Dalarna       |       | 60.566315, 15.784070 | 12000000046355 | Ladda upp en bild av detta fornminne      |